# Сельское поселение Захаровское (Вологодская область)

В 2013 году Захаровское и 3 других сельских поселения были присоединены к Городецкому (отмечены жёлтым цветом)

Захаровское сельское поселение — сельское поселение, существовавшее в составе Кичменгско-Городецкого района Вологодской области до 1 апреля 2013 года.
Центр — село Кичменьга.
Население по данным переписи 2010 года — 593 человека, оценка на 1 января 2012 года — 551человек.

## История
В 1999 году был утверждён список населённых пунктов Вологодской области. Согласно этому списку в состав Захаровского сельсовета входили 19 населённых пунктов.
В 2001 году были упразднены деревни Высокая Грива и Московка.
1 января 2006 года в соответствии с Федеральным законом № 131 «Об общих принципах организации местного самоуправления в Российской Федерации» образовано Захаровское сельское поселение, в состав которого вошёл Захаровский сельсовет.
1 апреля 2013 года Захаровское сельское поселение вошло в состав Городецкого сельского поселения.

## География
Располагалось в северо-западной части района. Граничило:
- на западе с Сараевским сельским поселением,
- на юге с Шонгским сельским поселением,
- на востоке с Кичменгским сельским поселением,
- на севере со Стреленским сельским поселением Великоустюгского района.

## Населённые пункты
В состав сельского поселения входили 17 населённых пунктов, в том числе
15 деревень,
1 посёлок,
1 село.
| Населённый пункт            | ОКАТО          | Рег. номер | Расстояние до районного центра, км | Расстояние до центра поселения, км | Индекс | Координаты                      |
| --------------------------- | -------------- | ---------- | ---------------------------------- | ---------------------------------- | ------ | ------------------------------- |
| деревня Берсенево           | 19 230 820 002 | 4389       | 20                                 | 5                                  | 161412 | 60°05′13″ с. ш. 45°33′43″ в. д. |
| деревня Бяково              | 19 230 820 003 | 4390       | 18                                 | 1                                  | 161411 | 60°03′09″ с. ш. 45°35′09″ в. д. |
| деревня Верхняя Лукина Гора | 19 230 820 004 | 4391       | 22                                 | 3                                  | 161411 | 60°01′45″ с. ш. 45°37′17″ в. д. |
| посёлок Гаражи              | 19 230 820 006 | 4393       | 25                                 | 11                                 | 161412 | 60°06′16″ с. ш. 45°29′58″ в. д. |
| деревня Глебово             | 19 230 820 007 | 4394       | 13                                 | 3                                  | 161411 | 60°03′53″ с. ш. 45°39′00″ в. д. |
| деревня Григорово           | 19 230 820 008 | 4395       | 21                                 | 2                                  | 161403 | 60°04′02″ с. ш. 45°34′28″ в. д. |
| деревня Жевнино             | 19 230 820 009 | 4396       | 22                                 | 3                                  | 161411 | 60°04′28″ с. ш. 45°33′55″ в. д. |
| деревня Захарово            | 19 230 820 010 | 4397       | 18                                 | 1                                  | 161411 | 60°03′39″ с. ш. 45°37′26″ в. д. |
| село Кичменьга              | 19 230 820 001 | 4388       | 18                                 | —                                  | 161411 | 60°03′07″ с. ш. 45°36′05″ в. д. |
| деревня Клепиково           | 19 230 820 011 | 4398       | 15                                 | 3                                  | 161411 | 60°05′02″ с. ш. 45°36′45″ в. д. |
| деревня Коряково            | 19 230 820 012 | 4399       | 25                                 | 10                                 | 161411 | 60°08′19″ с. ш. 45°38′43″ в. д. |
| деревня Куфтино             | 19 230 820 013 | 4400       | 18                                 | 2                                  | 161411 | 60°03′32″ с. ш. 45°34′59″ в. д. |
| деревня Мысликово           | 19 230 820 015 | 4402       | 25                                 | 10                                 | 161412 | 60°05′03″ с. ш. 45°30′48″ в. д. |
| деревня Некипелово          | 19 230 820 016 | 4403       | 13                                 | 3                                  | 161411 | 60°02′43″ с. ш. 45°39′18″ в. д. |
| деревня Нижняя Лукина Гора  | 19 230 820 017 | 4404       | 19                                 | 2                                  | 161411 | 60°02′20″ с. ш. 45°36′51″ в. д. |
| деревня Токарево            | 19 230 820 018 | 4405       | 19                                 | 2                                  | 161411 | 60°04′06″ с. ш. 45°35′45″ в. д. |
| деревня Холка               | 19 230 820 019 | 4406       | 21                                 | 7                                  | 161412 | 60°05′57″ с. ш. 45°33′14″ в. д. |